# Ковент-гарден (станція метро)
51°30′47″ пн. ш. 0°07′28″ зх. д. / 51.513056° пн. ш. 0.124444° зх. д.
Ковент-гарден (англ. Covent Garden) — станція Лондонського метрополітену під рогом Лонг-Акра та Джеймс-стріт, Ковент-гарден, Вест-Енд, Лондон. Знаходиться у 1-й тарифній зоні, на лінії Пікаділлі між станціями Лестер-сквер та Голборн. Пасажирообіг на 2017 рік — 17.54 млн осіб.
11 квітня 1907 — відкриття станції у складі Great Northern, Piccadilly and Brompton Railway

## Послуги
| Попередня станція | Лінія | Лінія                            | Лінія | Наступна станція |
| ----------------- | ----- | -------------------------------- | ----- | ---------------- |
| Лестер-сквер      |       | Лондонське метро Лінія Пікаділлі |       | Голборн          |